# Gehad El-Haddad
Gehad El-Haddad (c.1981) es un activista político egipcio de la organización islamista los Hermanos Musulmanes. Ha actuado como portavoz de los medios de comunicación para la Hermandad después del golpe de Estado de Egipto 2013. En septiembre de 2013 fue detenido por "incitar a la violencia", así como muchos otros miembros de la Hermandad.
Es hijo de Essam El-Haddad, un miembro de la Oficina de Orientación de la Hermandad, Gehad El-Haddad creció en Alejandría. Estudió marketing y cine en el Reino Unido con una beca Chevening, trabajó en la serie de televisión de Amr Khaled, Life Makers. Animado por Khairat al-Shater, regresó a Egipto, trabajando para el Centro de Modernización Industrial y la Clinton Climate Initiative mientras trabajaba como voluntario para el Proyecto Renacimiento de Shater.
En febrero de 2017, cuando surgieron algunos informes de que la administración Trump estaba considerando la posibilidad de designar a los Hermanos Musulmanes como una organización terrorista extranjera,  Gehad El-Haddad escribió un artículo de opinión para el New York Times desde su celda en la prisión de El Cairo, destacando que los Hermanos Musulmanes no era una organización terrorista, sino una organización sociopolítica pacífica. Después de escribir el artículo de opinión, fue trasladado a una celda disciplinaria en la prisión de alta de seguridad de  Al-Aqrab.
En octubre de 2019, su hermano Abdullah declaró que Gehad había perdido la capacidad de caminar, después de 6 años de confinamiento en aislamiento.